# Przylep (Zielona Góra)
Przylep (niem. Schertendorf) – część miasta i osiedle administracyjne Zielonej Góry położona nad rzeką Łącza. Do końca 2014 była największą wsią leżącą na terenie gminy Zielona Góra.
W Przylepie znajduje się trawiaste lotnisko Zielona Góra-Przylep z siedzibą Aeroklubu Ziemi Lubuskiej a także przystanek kolejowy. Funkcjonują tu Zespół Edukacyjny nr 6 oraz parafia św. Antoniego.
Na terenie Przylepu działają liczne zakłady produkcyjne z różnych branż. Do najbardziej znanych należą m.in. WGM i Masterchem – producenci opakowań, salon i serwis Mercedesa, spedycja Rossner oraz Szkółka Drzew i Krzewów Ozdobnych Przylep.
Swoją siedzibę ma tu Towarzystwo Sportowe Przylep, klub piłkarski założony w 1946 roku i występujący w zielonogórskiej B-klasie.

## Liczba ludności
- 2006 – 2772
- 2007 – 2778
- 2008 – 2813
- 2009 – 2855
- 2010 – 2877
- 2011 – 2960
- 2012 – 2985
- 2013 – 3026

## Historia
Pierwsza wzmianka o miejscowości pochodzi z roku 1400, wymieniając jako właściciela wsi Siegmunda von Lesslau. Po rodzie Lesslau Przylep należał do rodu Landeskronów. W XVII wieku Melchior Landeskron oskarżył w 1662 roku 85-letnią wiejską znachorkę Kliche o podpalenie swojej karczmy. Ta, torturowana, wskazała na dwie inne kobiety, te zaś na kolejne. Spośród 22 oskarżonych w procesach „czarownic zielonogórskich” część uznana za czarownice została spalona na wzgórzu zwanym Mauseberg (obecnie Górą Mystka). 
Położony nad Złotą Łączą Przylep posiadał cztery młyny wodne. W latach 1860–1885 zbudowano brukowaną drogę łącząca wieś z Zieloną Górą, a w 1870 roku uruchomiono biegnącą tędy linię kolejową i stację. 
W 1908 roku Przylep posiadał jeszcze 12 ha winnic, które miały opinię bardzo dobrych i wydajnych.
W latach 1974–1975 szwedzka firma Byggproduktion AG wybudowała w Przylepie kombinat przetwórstwa mięsnego, o którym pisano, że był jednym z „największych w Europie”. Przedsiębiorstwo połączono z działającymi w Zielonej Górze zakładami mięsnymi, miało za zadanie obsługę przetwórstwa w dawnych województwach zielonogórskim i gorzowskim. Zakłady Mięsne Przylep działały do 1994, rok później sytuacja finansowa firmy była tak zła, że zdecydowano się na ogłoszenie upadłości. Upadły zakład przejął 15 Narodowy Fundusz Inwestycyjny, produkcję zawieszono, a obiekty popadły w ruinę.

### Filia Groß-Rosen
Od października 1944 niedaleko wsi istniał obóz KL Schertendorf będący jedną z filii obozu koncentracyjnego Groß-Rosen. Przebywali w nim Żydzi, w większości pochodzący z Węgier, pracujący w Zielonej Górze (wówczas niem. Grünberg) przy budowie wagonów kolejowych dla firmy Beuchelt&Co. Pod koniec lutego 1945 obóz ewakuowano, a jego więźniowie trafili do KL Bergen-Belsen.

## Zabytki
- Kościół parafialny pw. św. Antoniego, powstały w 1947 z dawnej sali tanecznej[6].
- Dzwonnica neogotycka z XIX wieku